# Кравченко Альберт Васильович
Альберт Васильович Кравченко (18 грудня 1927, тепер Російська Федерація — ?) — український радянський партійний діяч, 2-й секретар Полтавського обкому КПУ. Депутат Верховної Ради УРСР 9-го скликання.

## Біографія
Освіта вища. Закінчив Харківський інститут інженерів залізничного транспорту
У 1950—1951 роках — інженер Алма-Атинського будівельного управління на будівництві залізничної лінії в Казахській РСР.
У 1951—1961 роках — інженер-економіст, старший інженер планово-економічного відділу, начальник сектора госпрозрахунку, заступник начальника фінансового відділу, секретар партійного комітету КПУ управління Придніпровської залізниці.
Член КПРС з 1955 року.
У 1961—1970 роках — 2-й, 1-й секретар Кіровського районного комітету КПУ міста Дніпропетровська.
У 1970 — червні 1973 року — інспектор ЦК КПУ.
8 червня 1973 — 1975 року — 2-й секретар Полтавського обласного комітету КПУ.
У 1990-ті роки — керівник закритого акціонерного товариства «Союзсервіс» у Києві.
Потім — на пенсії в Києві.

## Нагороди
- ордени
- медалі